# قائمة رؤساء الجمعية الملكية للطب
هذه قائمة تضم من شغلوا منصب رئيس الجمعية الملكية للطب، وهو منصب كان يُنتخب شاغله كل عامين باقتراع بين زملاء الجمعية، إلى أن تغير ميثاق الجمعية سنة 2014 وأصبحت مدة رئيس الجمعية ثلاث سنوات.

## القائمة
- 1907-1910 السير ويليام سيلبي، البارون الأول
- 1910-1912 السير هنري موريس، البارون الأول
- 1912-1914 السير فرانسيس شامبني
- 1914-1916 السير فريدريك تايلور، البارون الأول
- 1916-1918 السير ريكمان جودلي
- 1918-1920 السير همفري روليستون
- 1920-1922 السير جون بلاند-ساتون
- 1922-1924 السير ويليام هيل وايت
- 1924-1926 السير كلير طومسون
- 1926-1928 السير جيمس بيري
- 1928-1930 برتراند داوسون، أول فيكونت داوسون بنسلفانيا
- 1930-1932 توماس واتس إيدن
- 1932-1934 فنسنت وارن لوو
- 1934-1936 السير روبرت هاتشيسون، البارون الأول[1]
- 1936-1938 السير جون هربرت بارسونز
- 1938-1940 السير ويليام جيرلينج بول
- 1940-1942 السير أرشيبالد مونتاج هنري جراي
- 1942-1944 السير هنري ليثيبي تيدي
- 1944-1946 السير جوردون جوردون-تيلور
- 1946-1948 السير موريس كاسيدي
- 1948–1950 السير هنري هاليت ديل
- 1950-1952 ألفريد ويب جونسون، بارون ويب جونسون الأول
- 1952–1954 السير فرانسيس والش
- 1954–1956 السير ويليام جيليات
- 1956–1958 السير كليمنت برايس توماس
- 1958-1960 السير جيفري مارشال
- 1960–1962 إدغار أدريان، بارون أدريان الأول
- 1962-1964 السير تيرينس كاوثورن
- 1964-1966 هنري كوهين، بارون كوهين الأول من بيركينهيد
- 1966-1967 آرثر بوريت، بارون بوريت
- 1967-1969 السير هيكتور ماكلينان
- 1969-1971 السير جون صموئيل ريتشاردسون
- 1971-1973 السير هيدلي أتكينز
- 1973-1975 السير جون ستالورثي
- 1975-1977، 1978 (بالوكالة) السير جوردون ولستنهولمي
- 1977-1978 السير جون فيفيان داتشي
- 1978-1980 السير رودني سميث، بارون سميث
- 1980-1982 السير جون ستالورثي
- 1982-1984 السير جيمس وات
- 1984-1986 جون والتون، بارون والتون من ديتشانت
- 1986-1988 السير جوردون روبسون
- 1988-1990 السير كريستوفر بوث
- 1990-1992 السير ديفيد إينيس ويليامز
- 1992-1994 السير جورج بينكر
- 1994-1996 السير دونالد هاريسون
- 1996-1998 السير كريستوفر باين
- 1998-2000 اللورد سولسبي السوافامي
- 2000-2002 سيدة ديردري هاين
- 2002-2004 السير باري جاكسون
- 2004-2006 السير جون ليليمان
- 2006-2008 إيلورا فينلي
- 2008-2010 روبن سي إن ويليامسون
- 2010-2012 بارفين كومار
- 2012-2014 السير مايكل رولينز
- 2014-2017 بابولال سيثيا
- 2017–2020 السير سيمون ويسلي
- 2020–الآن روجر كيربي